# یغیپاتروش
یغیپاتروش (به ارمنی: Եղիպատրուշ) یک شهرک است در ارمنستان است که در استان آراگاتسوتن واقع شده‌است.  در  کیلومتری شمال آشتاراک، مرکز استان آراگاتسوتن واقع شده است.

## خصوصیات
یغیپاتروش ۷۳۹ نفر جمعیت دارد و در ارتفاع  متر بالاتر از سطح دریا قرار گرفته است.

## نگارخانه

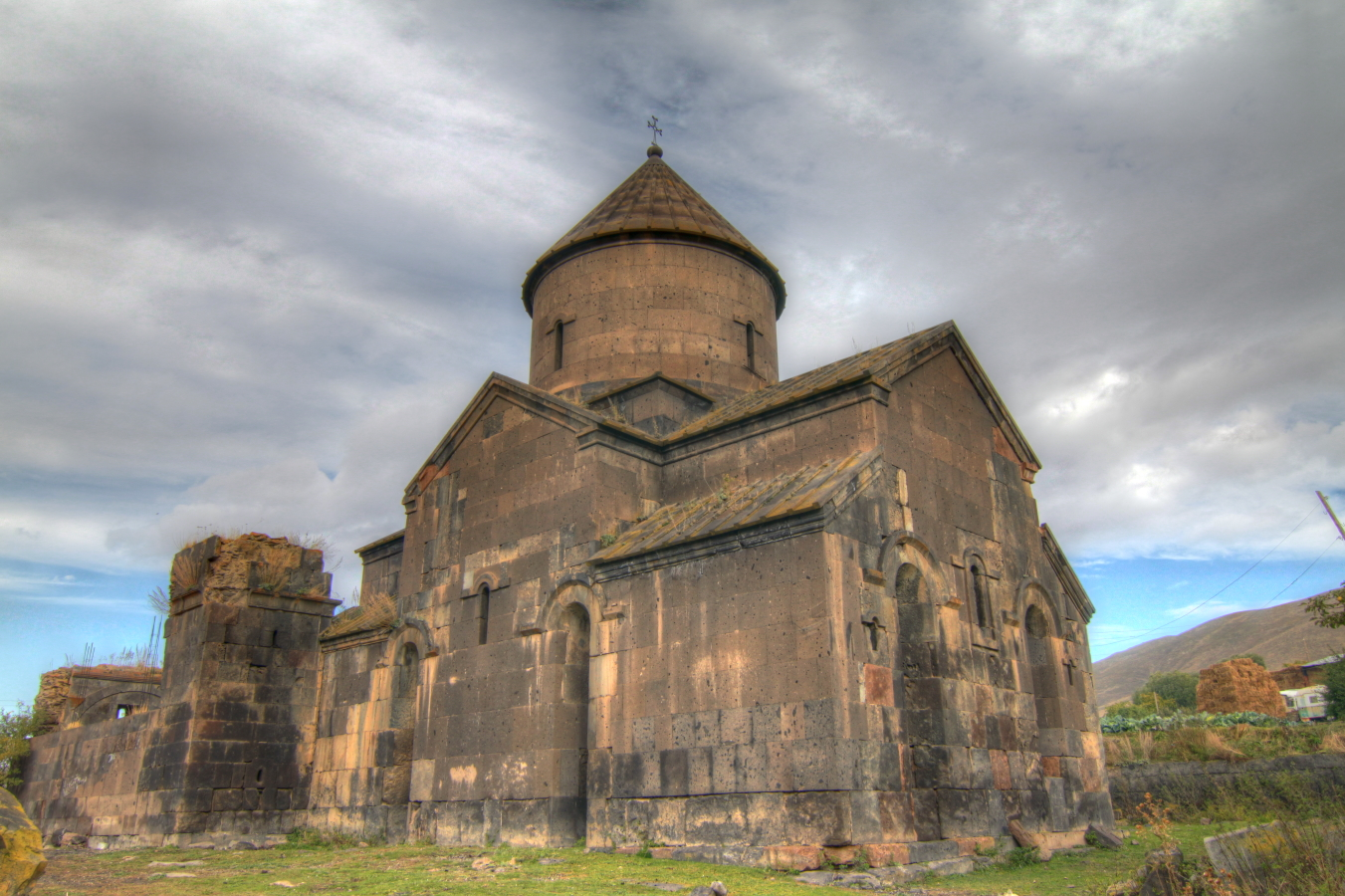
کلیسای سنت آستواتساتسین
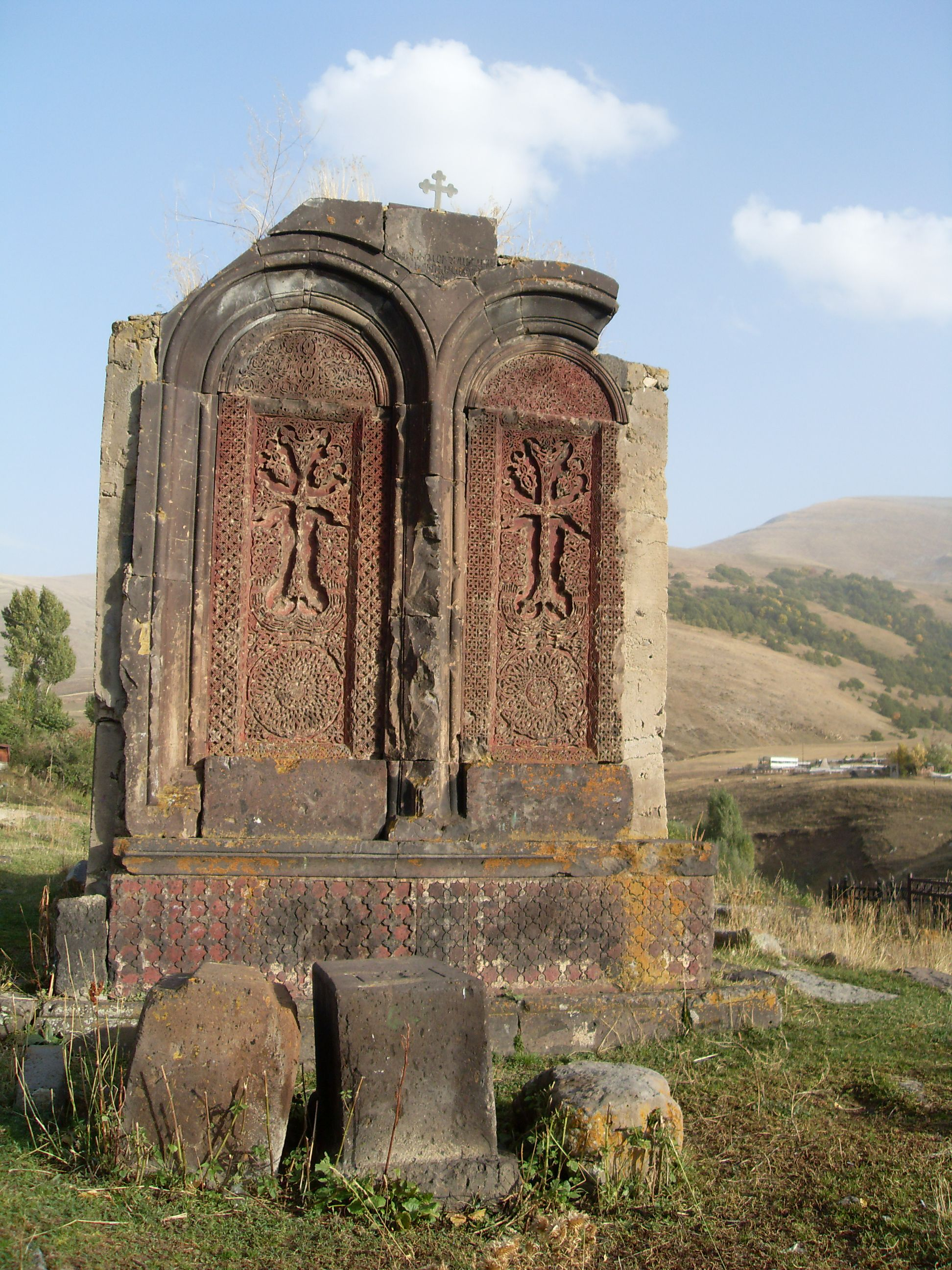
چلیپاسنگ دوتایی
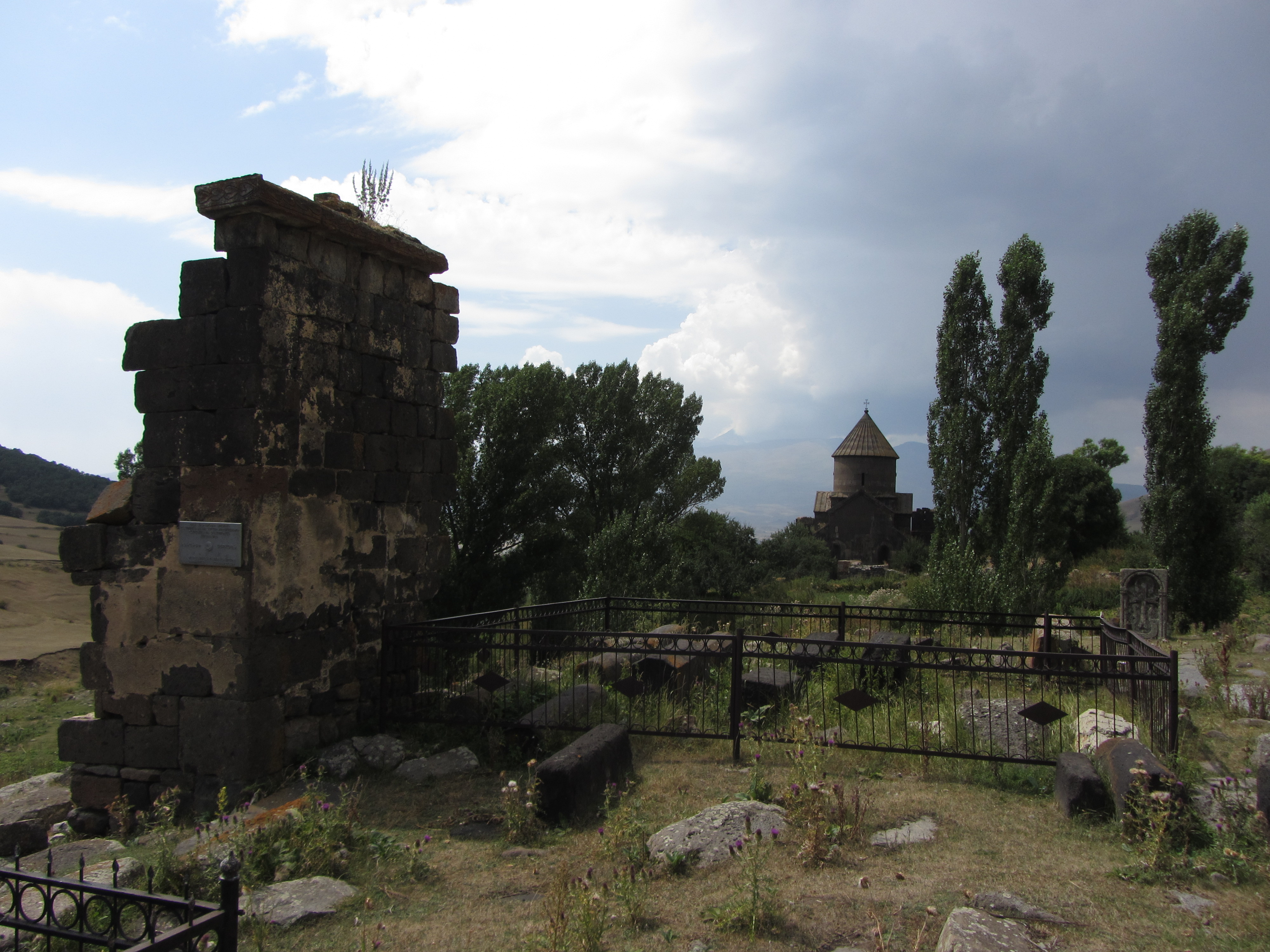
گورستان مخروبه متعلق به سده پنجم میلادی